# Orel (Šumava)
Orel (1181 m) patří mezi šumavské hory s nadmořskou výškou nad 1100 metrů. Vrchol hory se nachází asi 1500 metrů vzdušnou čarou severovýchodně od centra Kvildy. Hora má plochý hřbet orientovaný přibližně severojižním směrem. Na západním úpatí tohoto hřbetu se nachází Kvildský potok, východní úpatí hřbetu lemuje potok Olšinka. Na severní straně hřbetu je možno nalézt spočinek pojmenovaný na mapách jako Hůrka (1159 m). Na jižní straně hřbet Orla vybíhá do (v mapách nepojmenovaného) vrcholu s nadmořskou výškou 1177 metrů. Orel je zalesněn smrčinou a neposkytuje výhled do kraje. Na vrcholu hory se nachází geodetický bod.

## Cesta na vrchol
Doporučený je postup po modré turistické značce vedoucí z Kvildy (rozcestí „U Tremlů“) směrem do Nových Hutí (na rozcestí „Pod Přílbou“). Modře značená cesta stoupá od silnice do vrchu. Křižuje ji Jelení naučná stezka, která v okruhu o délce asi 2,5 km prochází Jelením výběhem a okolo Rysího výběhu. Po ujití vzdálenosti asi 1300 metrů od silnice se turista ocitne na spočinku Hůrka. Tady je třeba odbočit z turistické značky směrem na jih, vydat se po hřebenu hory a volným terénem dojít po asi 800 metrech na vrchol Orla.